# منتخب إيطاليا لكرة القدم الشاطئية
منتخب إيطاليا الوطني لكرة القدم الشاطئية (بالإيطالية: Nazionale di beach soccer dell'Italia)‏ هو ممثل إيطاليا الرسمي في المنافسات الدولية في كرة قدم شاطئية .